# Eustalomyia hilaris
Eustalomyia hilaris är en tvåvingeart som först beskrevs av Fallen 1823.  Eustalomyia hilaris ingår i släktet Eustalomyia och familjen blomsterflugor. Arten är reproducerande i Sverige. Inga underarter finns listade i Catalogue of Life.